# Козловський Станіслав Олександрович
Станісла́в Олекса́ндрович Козло́вський  (рос. Станислав Александрович Козловский; нар. 8 грудня 1976 року, Москва, РРФСР, СРСР) — російський вчений-психолог, фахівець в царині когнітивної нейронауки пам'яті і сприйняття. Кандидат психологічних наук, доцент.
Окрім викладацької та наукової діяльності активно просуває інтернет-проєкти. Діяльний учасник Російської Вікіпедії і виконавчий директор некомерційного партнерства сприяння поширенню енциклопедичних знань «Вікімедіа РУ». Популяризатор науки.

## Біографія
Народився 8 грудня 1976 року в Москві.
У 1995 році вступив на факультет психології МДУ імені М. В. Ломоносова, який закінчив у 2000 році з відзнакою, де з того часу став займатися викладацькою та науковою діяльністю. З 2014 року — доцент кафедри психофізіології.
У 2003 році закінчив аспірантуру МДУ імені М. В. Ломоносова по кафедрі психофізіології і там же через рік під науковим керівництвом академіка АПН СРСР, академіка РАО, професора Є. М. Соколова захистив дисертацію на здобуття наукового ступеня кандидата психологічних наук за темою «Психофізіологічні механізми збереження зорових образів в робочій пам'яті».
У 2005—2008 роках — науковий співробітник лабораторії психофізіології творчості Інституту психології РАН.
У 2009—2013 роках — начальник відділу «Методи нейрокогнітивних досліджень» Інституту когнітивних досліджень Російського наукового центру «Курчатовський інститут». Після входження Інституту когнітивних досліджень разом з іншими структурними підрозділами в «Курчатовський комплекс НБІКС-технологій» 2010—2011 роках обіймав посаду заступника завідувача лабораторією нейробіологічних впливів, а в 2011—2012 роках був старшим науковим співробітником лабораторії біоуправління.
У 2002 році проходив стажування в Гельсінському університеті, в 2007 році в Падуанському університеті, Католицькому університеті Святого Серця та Італійському ауксологічному інституті, і в 2010 році в Дрезденському технічному університеті.
Дійсний член кількох наукових організацій — Фізіологічного товариства імені В. П. Павлова РАН (з 2007), Організації мапування людського мозку (Organization for Human Brain Mapping, OHBM, з 2006), Асоціації обчислювальної техніки, Міжнародної організації психофізіології при ООН (англ. International Organization of Psychophysiology), Міжнародного нейропсихологічного товариства (англ. International Neuropsychological Society, INS; з 2015).

## Наукова діяльність
Займається дослідженням і розробкою нових методів вивчення психофізіології, а також практичним вивченням мозкових механізмів людської пам'яті. Спільно з О. В. Вартановим створив новий напрямок наукових досліджень — магнітно-резонансний психо-морфометричний аналіз головного мозку. В основі цього методу лежить принцип нейропластичності, що допомагає виявити зв'язки між особливостями розвитку тих чи інших ділянок головного мозку (вмістом N-ацетіласпартата, аспарагіну, креатину/креатинфосфату і гліцерофосфохоліну) поряд з виконанням когнітивних психологічних тестів. Крім того, С. А. Козловський виявив відмінність у ролях між лівим і правим гіпокампом, як те, яким чином його різні відділи впливають на забезпечення вербальної і зорової пам'яті. Він показав, яке значення мають у різних процесах пам'яті і когнітивного контролю хвостаті ядра, області поясних звивин і мамілярні тіла. Окрім того, Козловський запропонував авторські психофізіологічні моделі пам'яті людини.
Часто доповідає на наукових конференціях з психології та когнітивних нейронаук, включаючи Всеросійський з'їзд психологів Російського психологічного товариства (з 2012), Міжнародний психологічний конгрес (англ. International Congress of Psychology) (з 2012), Міжнародний психофізіологічний конгрес Міжнародного психофізіологічного товариства при ООН (англ. International Organization of Psychophysiology) (з 2010), Європейському психологічному конгресі (ECP) (з 2011).
Автор понад 120 наукових праць у російських і зарубіжних виданнях, та понад двадцяти навчальних і навчально-методичних посібників. Є керівником і виконавцем близько 30 науково-дослідних проектів, підтриманих грантами Російського наукового фонду, Російського фонду фундаментальних досліджень і Російського гуманітарного наукового фонду.

## Викладацька діяльність
На факультеті психології МДУ читає курси лекцій з «Фізіології сенсорних систем», «Фізіології вищої нервової діяльності», «Психофізіології» для студентів 2-3 курсу, а також спеціальні курси «Механізми пам'яті» і «Томографічні методи психофізіології» для студентів і магістрантів спеціальності «психофізіологи». На фізичному факультеті читає розділ «Когнітивна нейронаука» спеціального курсу «Основи когнітивних наук» для студентів 5-го курсу спеціальності пов'язаної з нанотехнологіями.
Спільно з А. О. Кисельниковым на факультеті психології МДУ імені М. В. Ломоносова з 2012 року є науковим керівником Міждисциплінарного наукового семінару «Фундаментальна когнітивна нейронаука», а з 2015 року науковим керівником Школи психофізіолога для студентів молодших курсів.

## Громадська та експертна діяльність

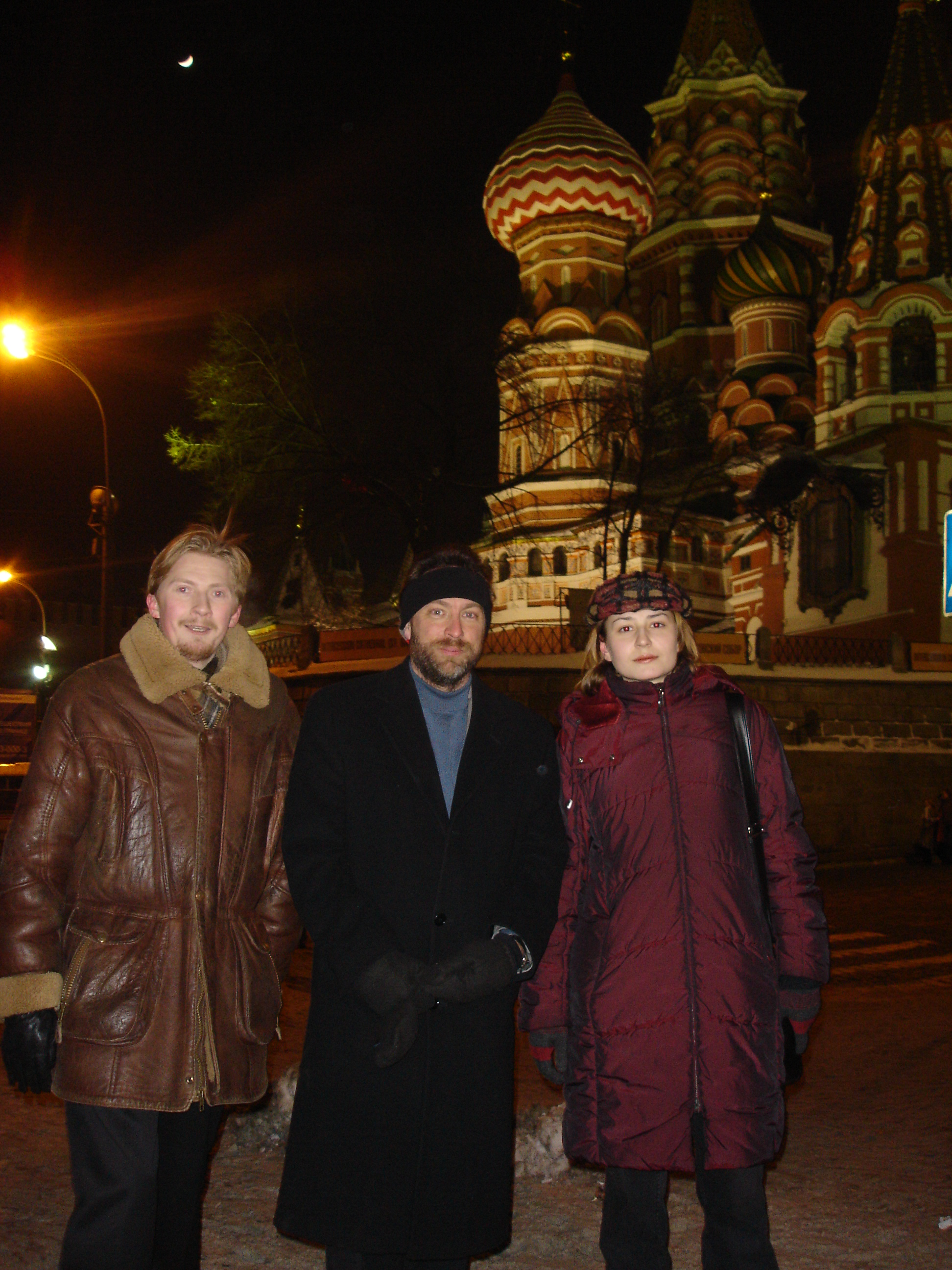
Станіслав Козловський і Джиммі Вейлз у Москві, 2006

Активний учасник Російської Вікіпедії (з 2003 року): один з перших авторів та адміністраторів російського мовного розділу. Окрім того, з 29 серпня 2009 року — виконавчий директор некомерційного партнерства сприяння поширенню енциклопедичних знань «Вікімедіа РУ». Довгі роки займається популяризацією в Росії Вікіпедії і вільного поширення знань. Є одним з авторів колективних монографій, присвячених питанням суспільного надбання і вільних ліцензій у авторському праві: «Авторські права в Інтернеті. Перспективи системи авторського права і підтримка громадського майна» (2012), «Трансформація авторського права в Інтернеті. Зарубіжні тенденції, бізнес-моделі, рекомендації для Росії» (2013), «Суспільне надбання» (2016).
Виступає як запрошений спікер на найбільших російських конференціях з інформаційних технологій, зокрема, iComference, RIW, Російський форум з управління Інтернетом, РІФ+КІБ, Зв'язок-Експоком та ін.
У квітні 2011 року в Російській державній бібліотеці для молоді спільно з виконавчим директором Регіонального громадського центру інтернет-технологій, директором Російської асоціації електронних комунікацій С. О. Плуготаренком, президентом Асоціації інтернет-видавців, головним редактором інтернет-видання «Приватний кореспондент» І. І. Засурским і журналістом, блогером, засновником благодійного фонду «Допоможи.орг» А. Б. Носиком взяв активну участь у зустрічі Д. А. Медведєва з представниками інтернет-спільноти.
Член різних експертних робочих груп з інтелектуальних прав Державної Думи РФ, Міністерства зв'язку і масових комунікацій РФ і Міністерства юстиції РФ. З 2010 року — експерт Комісії з правових питань Російської асоціації електронних комунікацій (РАЕК). З 2013 року — співголова Асоціації користувачів інтернету. У 2013—2015 роках — член Експертної ради з інтернету і розвитку електронної демократії Комітету Державної Думи РФ з інформаційної політики, інформаційних технологій і зв'язку. З 2014 року — член постійної робочої групи «Зв'язок та інформаційні технології» експертної ради при Уряді Російської Федерації.
У 2011—2013 роках виступив як співавтор поправок до Частини IV Цивільного кодексу РФ, що вводять в російське законодавство відкриті ліцензії (ст. 1281.1) і свободу панорами (ст. 1276).
Також є популяризатором науки. Постійно бере участь у публічних дебатах і виступає з публічними лекціями. Автор великої кількості науково-популярних статей у журналах «Комп'ютерра» (з 2004) і «Навколо світу» (з 2006). У 2009 році у Всеросійському конкурсі науково-популярних статей і документальних фільмів «Наука-суспільству» (проводиться Міністерством освіти і науки Росії спільно з МДУ імені М. В. Ломоносова) стаття «Лабіринти інтелекту» (опублікована в журналі «Навколо світу», червень 2009) зайняла перше місце в номінації «Краща науково-популярна стаття».
Є автором стасплекса, найбільшого в світі числа, що має власне ім'я.

## Звільнення з університету та закриттяВікімедіа РУ
18 грудня 2023 у деканаті психологічного факультету МДУ Козловському повідомили, що володіють «достовірною інформацією» про включення Станіслава до списку іноземних агентів (пізніше прес-служба МДУ почала спростовувати це повідомлення).
Козловському запропонували звільнитися «за власним бажанням», що йому довелося зробити, незважаючи на те, що вчений пропрацював у МДУ 25 років.
Увечері того ж дня Станіслав екстрено зібрав учасників НП «Вікімедіа РУ» і повідомив про те, що сталося. Загальними зборами було вирішено розпочати процедуру ліквідації організації, яка може тривати кілька місяців. Станіслав Козловський отримав статус іноземного агента 2 лютого 2024 року.

## Нагороди та премії
- 2006 — Лауреат програми «Кращі кандидати та доктори наук РАН», проведеної Російською академією наук та Фондом сприяння вітчизняній науці (в номінації «Кращі кандидати наук РАН»).
- 2008 — Премія імені В. В. Курчатова за напрямом «дослідження та розробки в галузі інформатики, обчислювальної техніки та управління» за створення (спільно з О. В. Вартановым) нового методу обробки томографічних зображень, що дозволяє значно скоротити динамічний діапазон представлених значень інтенсивності МРТ-сигналу зі зборами важливих деталей зображення, залишаючи їх контрастними в рівній мірі в області високих і в області низьких діапазонів яскравості.
- 2009 — Перше місце у Всеросійському конкурсі науково-популярних статей і документальних фільмів «Наука-суспільству», що проводиться Міністерством освіти і науки Росії та МДУ імені М. В. Ломоносова (в номінації «Краща науково-популярна стаття»).
- 2016 — Перша премія конкурсу робіт, що сприяють вирішенню завдань Програми розвитку Московського університету (в номінації «Досягнення у науково-дослідній діяльності»).

## Наукові праці

### Російською мовою
- Козловский С. А., Вартанов А. В. Оперативная память и зрительный вызванный потенциал // Журнал высшей нервной деятельности имени И. П. Павлова. 2000. Т. 50. № 4. С. 638.
- Козловский С. А. Мозговые механизмы удержания зрительного образа в рабочей памяти [Архівовано 20 Грудня 2016 у Wayback Machine.] // Психология. Журнал Высшей школы экономики. 2005. Т. 2. № 3. С. 142—147.
- Вартанов А. В., Козловский С. А. Методы избирательной компрессии динамического диапазона томографических данных // Медицинская физика. 2008. № 1. С. 29-35.
- Вартанов А. В., Козловский С. А., Скворцова В. Б., Созинова Е. В., Пирогов Ю. А., Анисимов Н. В., Куприянов Д. А. Память человека и анатомические особенности гиппокампа [Архівовано 20 Грудня 2016 у Wayback Machine.] // Вестник Московского университета. Серия 14: Психология. 2009. № 4. С. 3-16.
- Величковский Б. Б., Козловский С. А., Вартанов А. В. Тренировка когнитивных функций: перспективные исследования в России [Архівовано 20 Грудня 2016 у Wayback Machine.] // Национальный психологический журнал. 2010. № 1. С. 122—127.
- Величковский Б. Б., Козловский С. А. Рабочая память человека: фундаментальные исследования и практические приложения // Интеграл. 2012. № 6. С. 14-17.
- Козловский С. А., Величковский Б. Б., Вартанов А. В., Никонова Е. Ю., Величковский Б. М. Роль областей цингулярной коры в функционировании памяти человека // Экспериментальная психология. 2012. Т. 5. № 1. С. 12-22.
- Меньшикова Г. Я., Козловский С. А., Полякова Н. В. Исследование целостности системы «глаз-голова-тело» при помощи технологии виртуальной реальности // Экспериментальная психология. 2012. Т. 5. № 3. С. 115—121.
- Вартанов А. В., Козловский С. А., Попов В. В., Исакова Ю. А., Баев А. А., Беззубик Е. Г., Глозман Ж. М. Методика диагностики цереброваскулярной реактивности // Избранные вопросы нейрореабилитации Материалы VII международного конгресса «Нейрореабилитация — 2015». 2015. С. 58-61.

### Іншими мовами
- Sozinova E. V., Kozlovskiy S. A., Vartanov A. V., Skvortsova V. B., Pirogov Y. A., Anisimov N. V., Kupriyanov D. A. The role of hippocampus parts in verbal memory and activation processes // International Journal of Psychophysiology. 2008. Т. 69. № 3. С. 312.
- Kozlovskiy S. A., Pyasik M. M., Vartanov A. V., Nikonova E. Yu. Verbal working memory: magnetic resonance morphometric analysis and a psychophysiological model // Psychology in Russia: State of the Art. 2013. Т. 6. № 3. С. 19-30.
- Kozlovskiy S., Vartanov A., Pyasik M., Nikonova E., Boris V. Anatomical Characteristics of Cingulate Cortex and Neuropsychological Memory Tests Performance // Procedia — Social and Behavioral Sciences. 2013. Т. 86. С. 128.
- Kiselnikov A. A., Sergeev A. A., Dolgorukova A. P., Vartanov A. V., Glozman J. M., Kozlovskiy S. A., Pyasik M. M. Psychophysiological mechanisms of color-emotional semantic // International Journal of Psychophysiology. 2014. Т. 94. № 2. С. 241.

## Інші публікації
- С. А. Козловский - научные работы. в системе Истина МГУ. Архів оригіналу за 12 Вересня 2018. Процитовано 10 квітня 2018.
- Козловский С. Скорость мысли // Журнал «Компьютерра» № 26-27 от 20 июля 2004 года
- Козловский С. Как стать Вольтером, или самая свободная энциклопедия // Журнал «Компьютерра» № 26-27 от 4 октября 2004 года
- Засурский И., Харитонов В., Козловский С., Алексеева А. Авторские права в интернете. Перспективы системы авторского права и поддержка общественного достояния. — М.: Ассоциация интернет-издателей, 2012. — 352 с. (копия)
- Трансформация авторского права в интернете: зарубежные тенденции, бизнес-модели, рекомендации для России / Под ред. И. Засурского и В. Харитонова. — М.: НП «Ассоциация интернет-издателей»; Кабинетный учёный, 2013. — 384 с. — ISBN 978-5-7525-2833-0. (автор §§ 4.1-3, 4.6, 5)
- Козловский С., Корольков А., Медейко В., Соловьёв В., Фоменко А. Общественное достояние. Произведения и авторы, работы которых переходят в режим общественного достояния с 2016 года. Доклад группы экспертов НП Викимедиа РУ. Москва, 2016. — М.: Проспект, 2016. — 60 с. — ISBN 978-5-392-21164-7.
- Козловский С., Корольков А., Медейко В., Соловьёв В., Фоменко А. Общественное достояние. Как открыть доступ к культуре и знаниям // Общественное достояние. Произведения и авторы, работы которых переходят в режим общественного достояния с 2016 года / Под ред. И. Засурский, В. Харитонов. — М. — Екатеринбург: Ассоциация интернет-издателей «Кабинетный учёный», 2016. — С. 137—181. — 238 с. — ISBN 978-5-7525-3115-6.